# Sufetula alychnopa
Sufetula alychnopa är en fjärilsart som beskrevs av Turner 1908. Sufetula alychnopa ingår i släktet Sufetula och familjen Crambidae. Inga underarter finns listade i Catalogue of Life.